# Meditrinàlia
Meditrinàlia er un dels festivals romans que se celebrava l'11 d'octubre i estava connectat amb el cultiu de la vinya. Els únics autors antics que van escriure sobre aquesta festivitat són Marc Terenci Varró i Sext Pompeu Fest però no aporten una informació aclaridora.

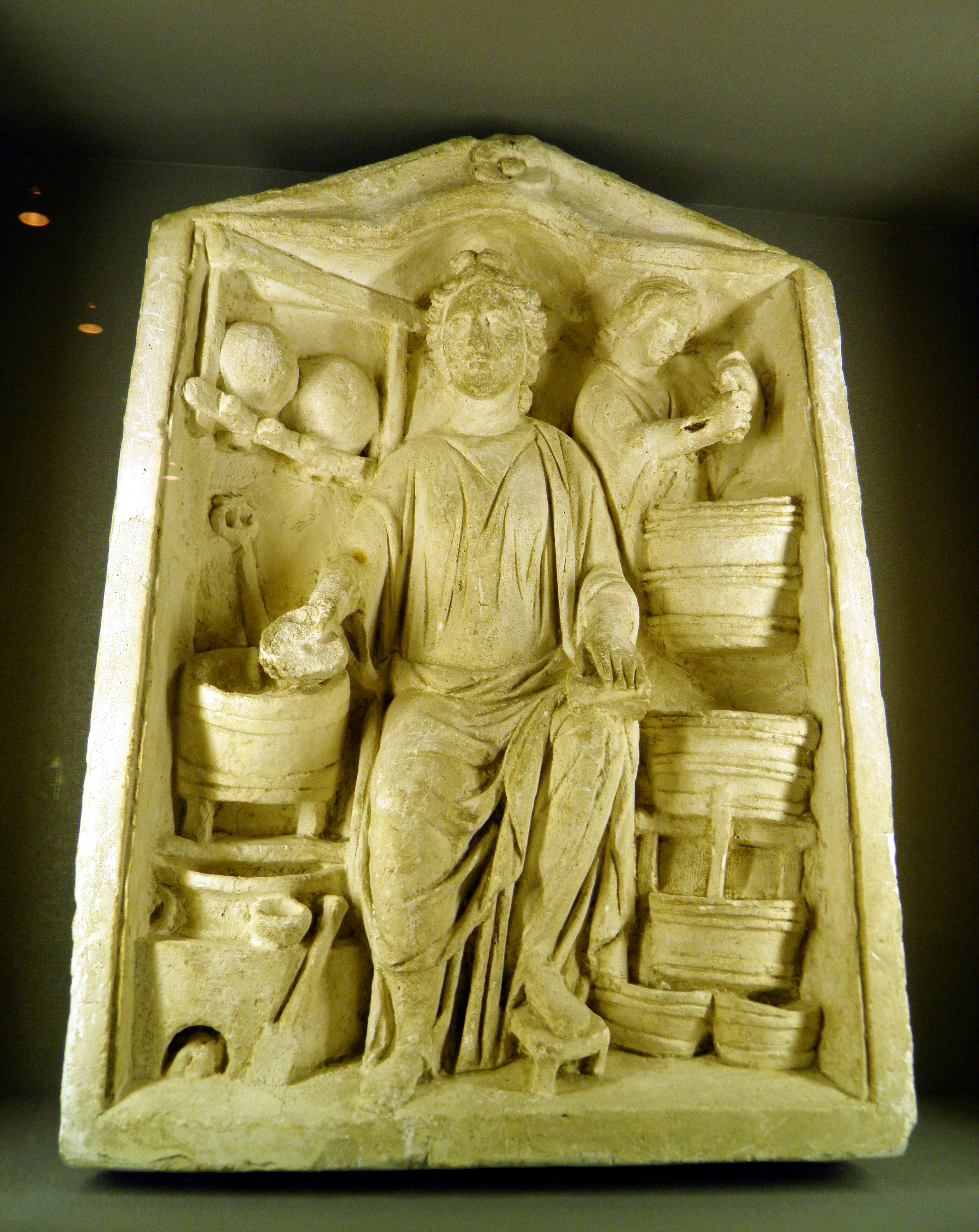
Relleu que representa a Meditrina, trobat a Gran, antiga Gàl·lia.

## Etimologia
Segons Fest el nom procediria de Meditrina o Meditrinæ, una de les filles del déu de la medicina, Esculapi, i que voldria dir també «sala per fer medecines», procedent de l'arrel medeor- («guarir»).
Marc Terenci Varró diu que en el seu temps el sentit de la festa s'havia perdut, i ell proposava que l'objectiu era dedicar un dia a l'energia curadora del vi nou, sense especificar en nom e quin déu es feien les libacions.

## Activitats
El dia de la festa, als pobles del Latium es començava a tastar el vi nou (mustum) i s'oferien libacions als déus. Quan es tastava el vi es pronunciaven les paraules vetus novum viinun bibo, novo veteri morbo medeor, («Bec vi vell i nou, posant remei a un mal antic i nou»). El most es feia reduir fent-lo bullir i aromatitzant-lo amb altres ingredients, i el resultat era una beguda alcohòlica dolça que es feia servir per ajudar a guarir malalties.
Com que coincidia amb el començament de la verema, es feia una libació al déu Líber, segons consta als Fasti Amiterninum, un calendari de l'època de Tiberi; mentre que als Fasti fratrum Arvalium, les actes dels fratres arvales, consta com a feriae Iovi (festa en honor de Júpiter), per tant, es pot considerar que la Meditrinàlia igual com la Vinàlia eren celebracions en honor d'aquest déu.